# Романова, Елена Николаевна
Елена Николаевна Рома́нова (в девичестве — Малыхина, 20 марта 1963, Верхнекумский, Волгоградская область — 28 января 2007, Волгоград) — советская и российская бегунья-стайер, олимпийская чемпионка 1992 года на дистанции 3000 м. Заслуженный мастер спорта СССР (1991). Специализировалась на дистанциях 3000, 5000 и 10 000 м, а также в кроссе.

## Биография
Елена Малыхина родилась 20 марта 1963 года на хуторе Верхнекумский.
Воспитанница волгоградской школы спорта. Тренировалась у Геннадия Наумова, под руководством которого добилась высоких результатов. Наивысшим спортивным достижением Елены стало олимпийское золото на летних играх в Барселоне в 1992 году на дистанции 3000 м. Она также выигрывала золото на чемпионате Европы 1990 года (10000 метров) и серебро на чемпионате мира 1991 года (3000 метров). На чемпионате мира по кроссу 1990 г. выиграла бронзу в личном зачёте и в командном зачёте в составе СССР завоевала золото.
Обладательница лучшего результата сезона в мире на дистанции 5000 м (1990 и 1994) и на дистанции 3000 м (1992).
Была замужем за легкоатлетом Александром Романовым, с которым вместе занималась в группе у тренера Геннадия Наумова. В середине 1980-х годов родила сына Александра.
В последние годы жизни Елена Романова была тренером. 28 января 2007 года скоропостижно скончалась в возрасте 43 лет в своей квартире на улице Стрельца в Кировском районе Волгограда.